# Tony Johansson (handbollsspelare)
Thony Kennet Gulliver  Johansson, född 8 mars 1944 i Sofia församling i Jönköping, är en tidigare svensk handbollsspelare. 

## Klubblagskarriär
Johansson började spela handboll i Jönköpings BK men anslöt senar till IK Tord Han gjorde sin premiär i allsvenskan i Tord säsongen 1964-1965. Han stannade emellertid inte kvar i Jönköping utan flyttade till Vikingarnas IF inför säsongen  1965-1966. Med Vikingarna vann han sin främsta merit ett SM-guld 1967. Han spelade kvar i Vikingarna till 1969. Hans vidare karriär är okänd.

## Landslagskarriär
Tony Johansson spelade en U-23 match 1966 mot Danmark.  I A-landslaget spelade han 22 landskamper med 50 gjorda mål. Enligt den gamla statistiken spelade han 21 landskamper. Landskamperna spelades 1965 till 1967 och han deltog i VM 1967 på hemmaplan. Han fick spela tre VM matcher bland annat kvartsfinalen mot Tjeckoslovakien som Sverige förlorade. Han stod för 3 mål i VM 1967. På alla sina 22 landskamper gjorde han 50 mål.